# Morville-en-Beauce
Morville-en-Beauce település Franciaországban, Loiret megyében. Lakosainak száma 175 fő (2022. január 1.). Morville-en-Beauce Thignonville, Autruy-sur-Juine, Charmont-en-Beauce, Guigneville és Intville-la-Guétard községekkel határos.

## Népesség
A település népességének változása:
| Lakosok száma | 181  | 131  | 148  | 192  | 177  | 174  | 168  | 167  | 166  | 175  |
|               | 1968 | 1982 | 1990 | 2006 | 2013 | 2015 | 2017 | 2019 | 2020 | 2022 |